# Житловий масив "Кроводжа Гурка"

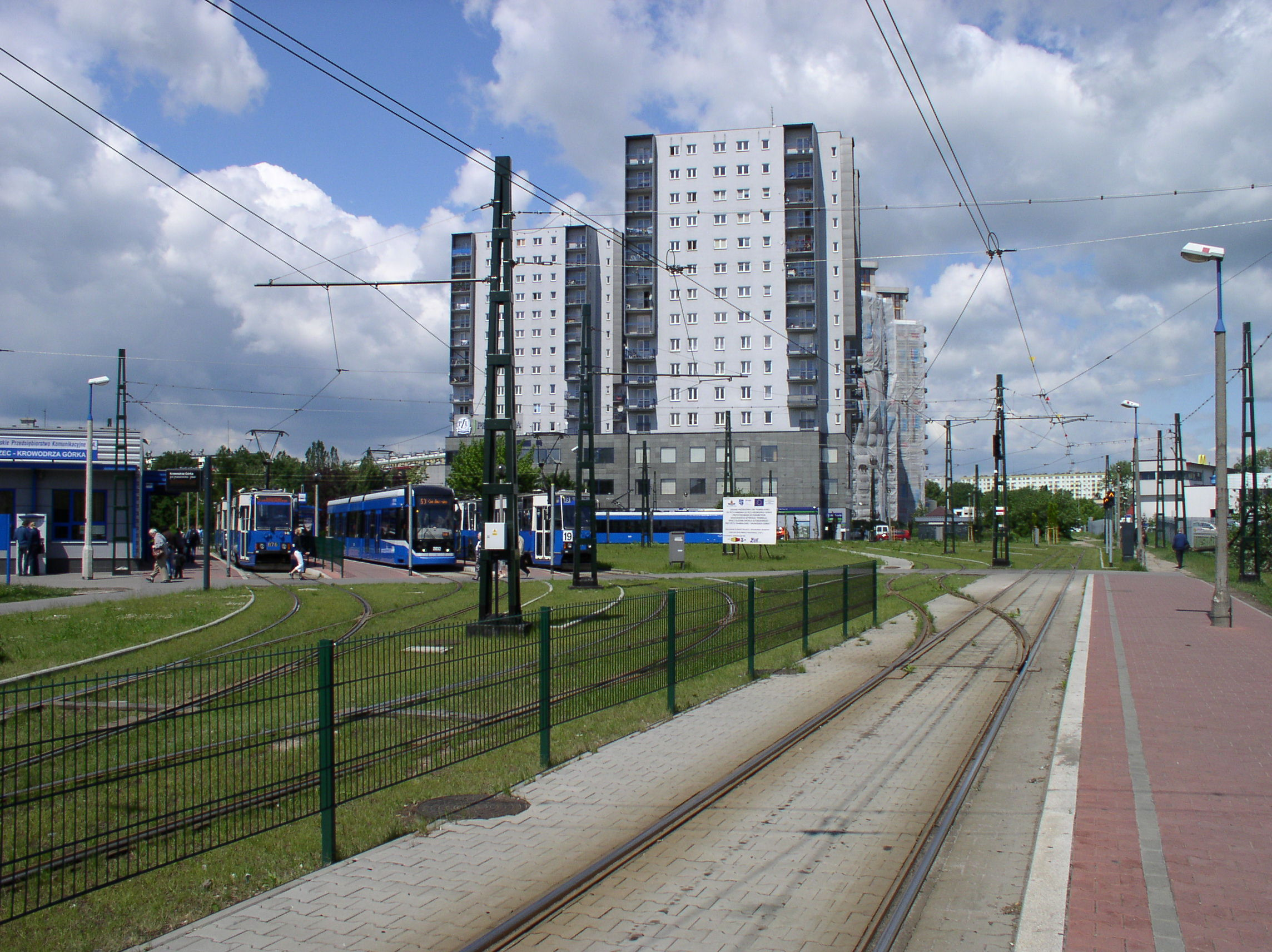
Кінцева зупинка трамвая "Кроводжа Гурка"

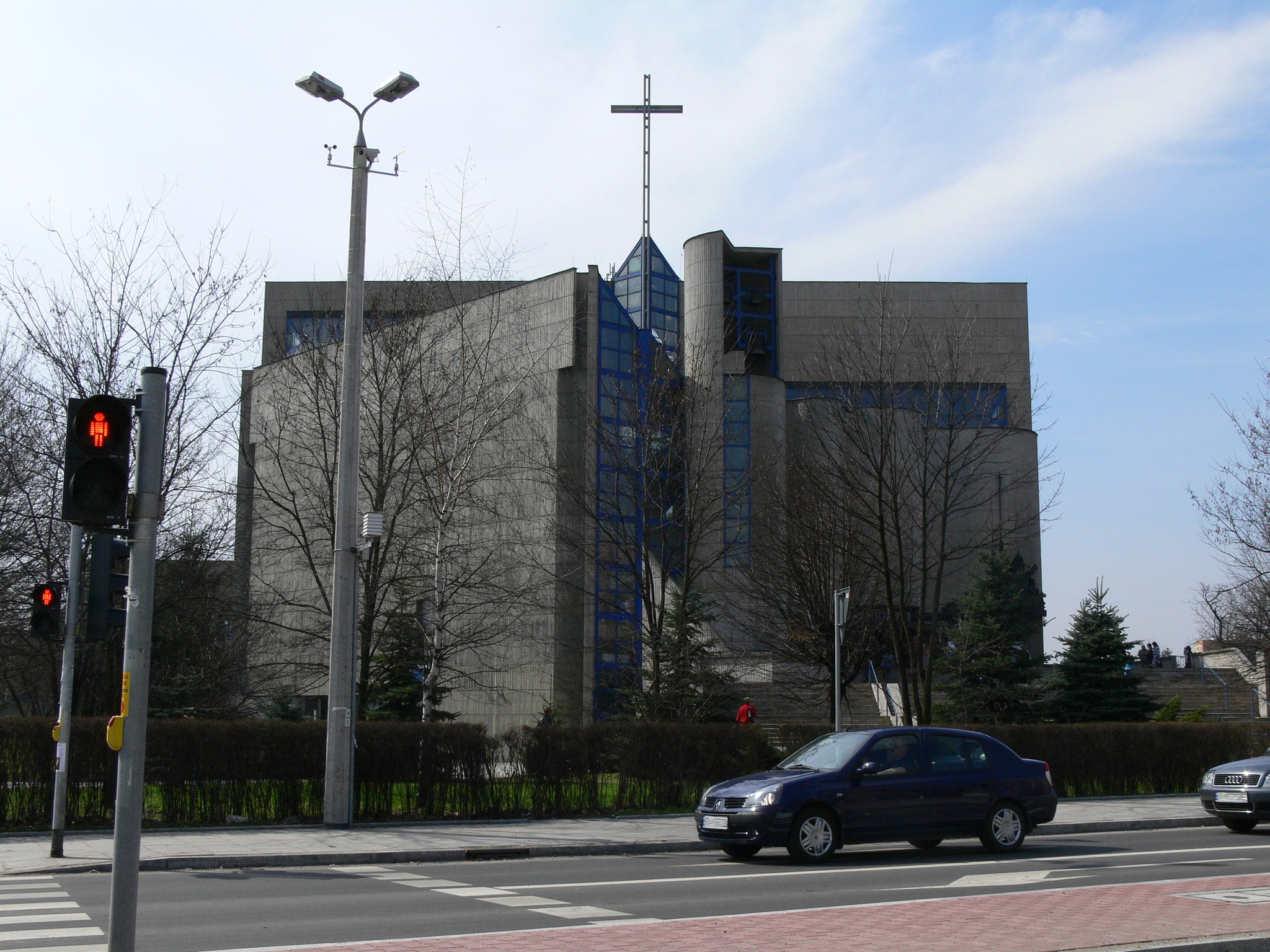
Костел св. Королеви Ядвіги в Кракові

Житловий масив "Кроводжа Гурка" - житловий масив у Кракові, який є частиною дільниці IV "Пронднік Бяли", не є допоміжною одиницею нижчого порядку в межах району.

## Місцеположення
Житловий масив розташований між вулицями: Опольська з півночі, Владислава Локетка та Батальойону «Скала» АК із заходу, Вибіцького з півдня та трамвайної лінії зі сходу. В межах масиву частково або повністю знаходяться такі вулиці: Ключборська, Рушникарська, Рушнікарська-Дептак, Філдорфа-Ніла та Кроводерських Зухов.

## Історія

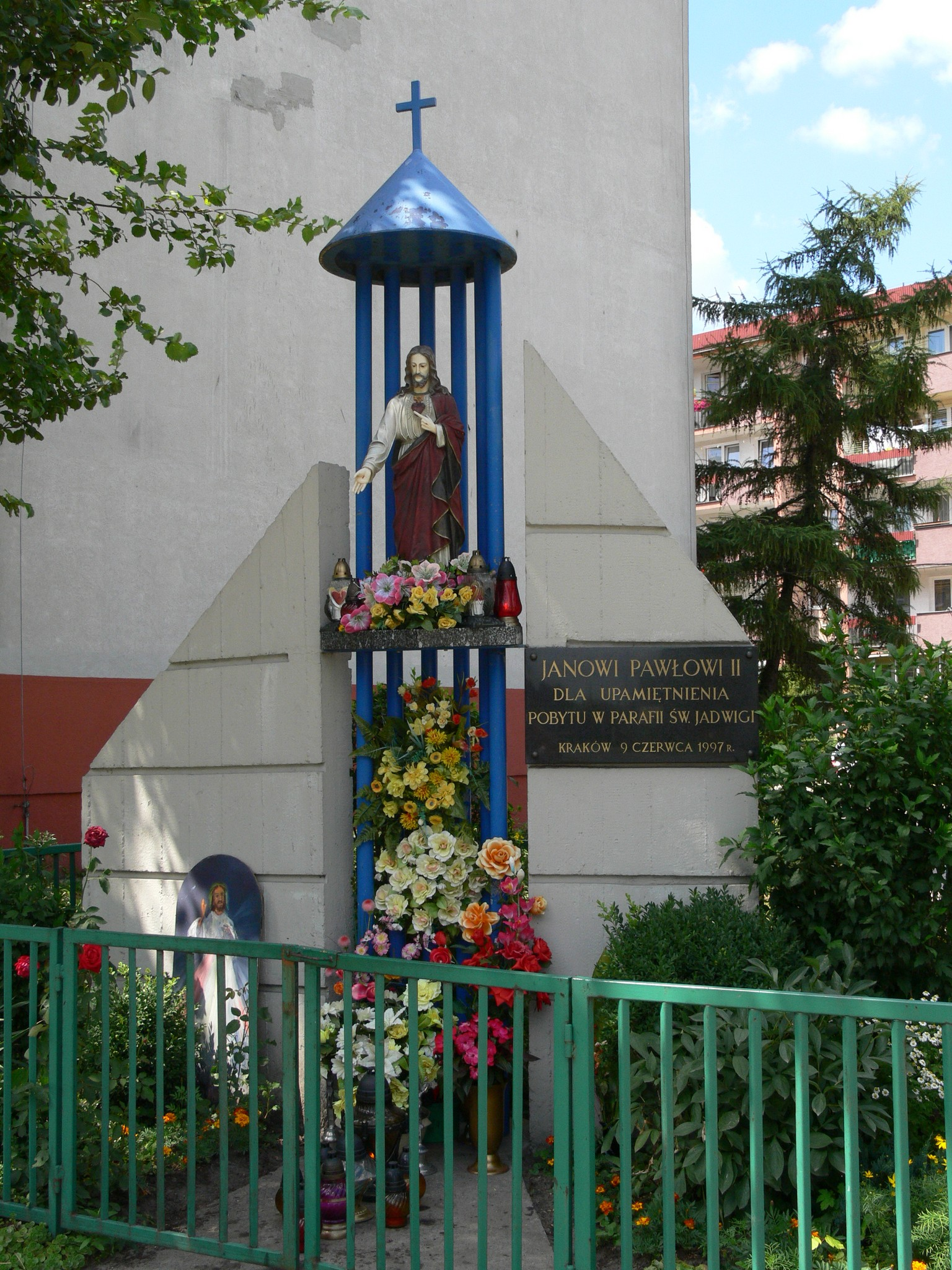
Дошка на згадку про візит Івана Павла ІІ (9 червня 1997 р)

Території Кроводжої Гурки були приєднані до Кракова в 1910 році як частина тодішнього 17-го кадастрового округу — Кроводжа  . Перші будинки типу заміського односімейного житла на його території були побудовані перед Другою світовою війною в районі сучасної вулиці Рушникарської-Дептак, яка тоді називалася Над Судолем  . Будівництво масиву розпочато у 1968 році за містобудівним проектом Мечислава Турського. Окремі блоки були розроблені Марією та Єжи Хроновськими, з якими співпрацювали Стефан Голонка та Кристина Рожиська-Толлочко. Містобудівна концепція масиву базувалася на осі пішохідної дороги, що веде з півночі на південь, від пішохідного мосту через вулицю Опольську, що з’єднує КРоводжу Гурку з житловим масивом Пронднік Бяли Захід, далі вулицею Рушнікарською-Дептак до вулиці Вибіцького  . Ця вісь була виділена таким чином, що південне продовження її перспективи проходило точно під костелом Св. Марії  . Набережна проходить через проміжки між будівлями, що стоять навпроти неї, і перетинає вулицю Кроводерських Зухув – основне ядро дорожнього та автобусного сполучення в масиві. У місці цього перехрестя було визначено міський центр масиву, підкреслений діагональним розташуванням чотирьох чотириповерхових витягнутих кварталів , розташованих у формі ромба, по довшій діагоналі якого проходить вулиця Кроводерських Зухув, а коротша – садибна набережна. Посеред утвореного простору, паралельно вулиці Кроводерських Зухув, з північної та південної сторони вулиці було побудовано два витягнуті торговельні павільйони з характерними пергольними гратами за проектом Хроновських , під якими проходила вісь пішохідної вулиці. Траса масиву проходить перпендикулярно до площин павільйонів. Таке планування центру будинків мало бути формою ринкової площі з суконними залами . Планування поздовжніх блоків з південним виходом фасаду враховує належну вентиляцію комплексу відповідно до напрямку більшості вітрів у Кракові із заходу на схід  , а відстані між будівлями враховують відповідну інсоляцію в житловому масиві . За проектування та реалізацію міського планування масив у 1976 році отримав титул віце-містра Кракова .
Сучасну назву масив отримав у 1971 році, з 1974 року масив носить ім'я 30-річчя ПНР . Назву відновлено в 1991 році. Навіть у 1990-х роках посеред масиву було ще багато порожнього місця з присадибними городами. Відтоді майже весь цей простір було забудовано. На околицях масиву, з усіх боків, будували також багатоквартирні будинки, на сході вони доходять до стадіону Клепардія, на заході тягнуться за костелем. Два житлові будинки на вулиці Вибіцького, 1-3, побудовані для співробітників WSK Краків на рубежі 1980-х і 1990-х років, зазвичай їх називають іменем Вибіцького. До масиву також входять павільйони на вулиці Опольській, 37.
У 1984 році було введено в експлуатацію подовжену ділянку трамвайної лінії від кінцевої станції "Dworzec Towarowy" до кінцевої станції на житловому масиві XXX-ліття ПНР. У 2007 році цю ділянку трамвайної мережі було повністю перебудовано з обома петлями  . На кільці «Кроводжа Гурка» є автобусна станція громадського транспорту, яка обслуговує більшість агломераційних ліній до північних околиць Кракова.
Влітку 2020 року розпочалося будівництво трамвайної лінії від кінцевої станції Кроводжа Гурка до садиби Гурка Народова . Запланована дата завершення будівництва – кінець 2022 року  .

### Важливі події
- Візит Папи Івана Павла ІІ в парафію костелу св.Королеви Ядвігі, 9 червня 1997 р.
- Пожежа ТК "Гігант" - 28 травня 2003 року. Універмаг великої площі на вул. Вибіцького, 6, збудований у 1982 році. Збитки склали 2,4 млн. злотих. Причиною пожежі став підпал — підготовлені експертами висновки показали, що пожежа в ТЦ «Гігант» виникла після розлиття легкозаймистих речовин на значну поверхню підлоги [8] .

## Інфраструктура
Офіси:
- Податкові служби за адресою вул. Krowoderskich Zuchów 2: [9]
  - Друга податкова служба Кракова
  - Податкова служба Краків-Кроводжа
  - Податкова служба Краків-Середньомістя
  - Податкова служба Краків -Пронднік
- Поштові відділення [10] :
  - ФУП Краків 23, вул. Опольська, 37
  - ФУП Краків 73, вул. Братислава, 2, лок. 5/1
  - AP Краків, вул. Юзефа Вибіцького, 3А

Навчання та освіта:
- Початкова школа №15 ім.кардинала Кароля Войтили, вул. Ключборська, 3 (до 1999 року та з вересня 2017 року, у 1999-2019 роках ДНЗ № 12)
- Початкова школа №21 ім.Владислава Ягелло, вул. Батальйону "Скала" Армії Крайової, 12
- Приватна початкова школа №2 вул. Ключборська, 3 (з вересня 2014; до 2019 також приватна середня школа № 2; з 2020 нове місце на вул. Пахонського, 5M) [11]
- Католицька початкова школа ім.св. королеви Ядвігі у Кракові, вул. В. Локетка, 60
- ОМС Дитячий садок № 130, вул. Кроводерських Зухув, 28
- ОМС Дитячий садок № 138, вул. Кроводерських Зухув, 15A
- Приватний дитячий садок «Під крилами», ім. батальйону "Скала" Армії Крайової 2 (дитячий садок " Вальдорфські ")
- Ясла-садок № 24 ОМС, вул. Опольська, 11
- Дитячий клуб "МоміКлуб", вул. Ключборська,54/1 (заснована в 2009 році, надає послуги догляду за дітьми)
- Ясла-садок "Забава", вул. Під Фортем, 2д (приватний дитячий садок, надає послуги догляду за дітьми до 3 років)

Здоров'я:
- Некомунальний центр охорони здоров'я (поліклініка), вул. Рушникарська, 17

У масиві є автобусна та трамвайна зупинки, пристосовані для обслуговування Краківського швидкого трамваю .

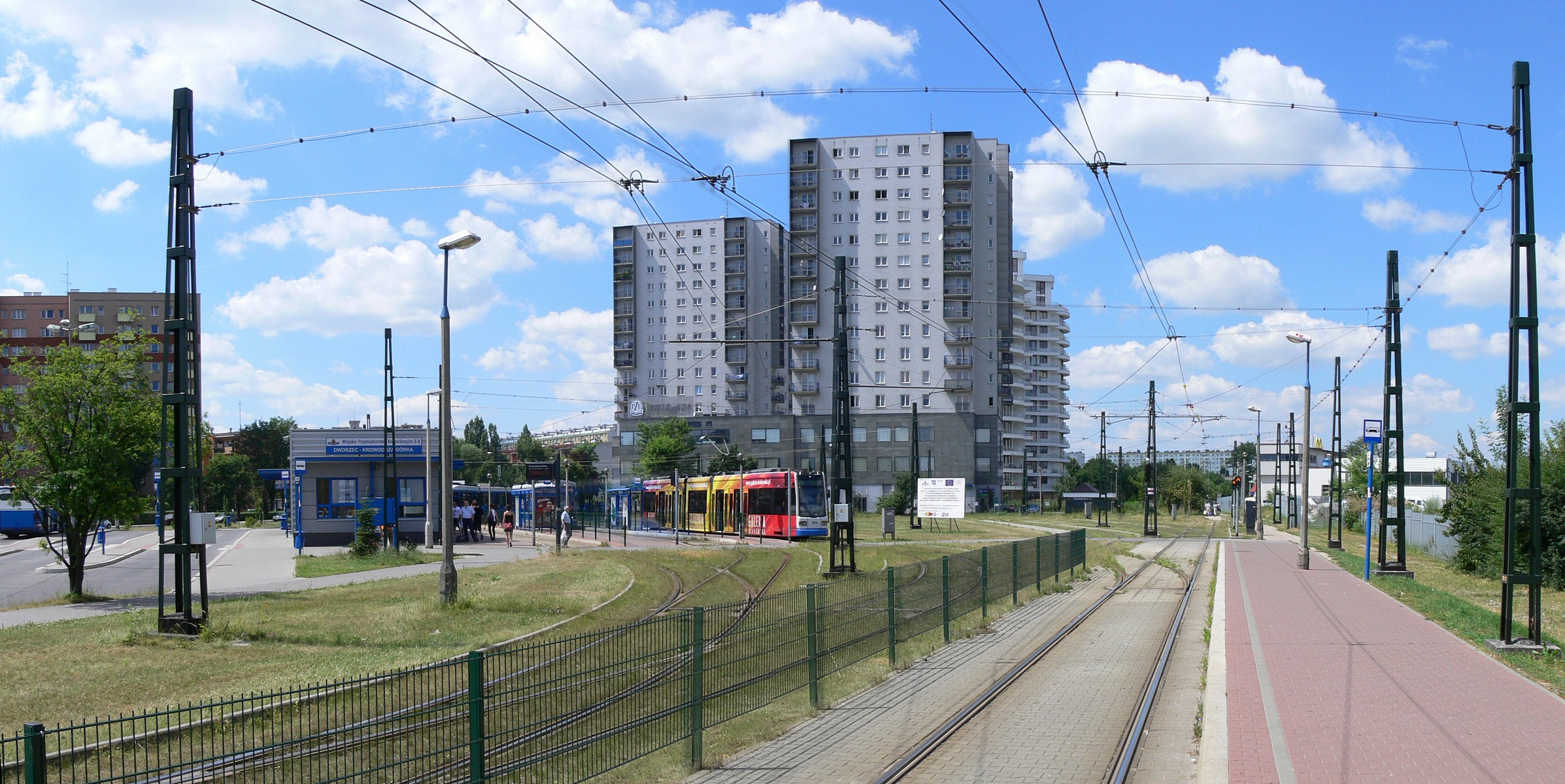
Автобусна та трамвайна станція MPK Кроводжа Гурка в Кракові

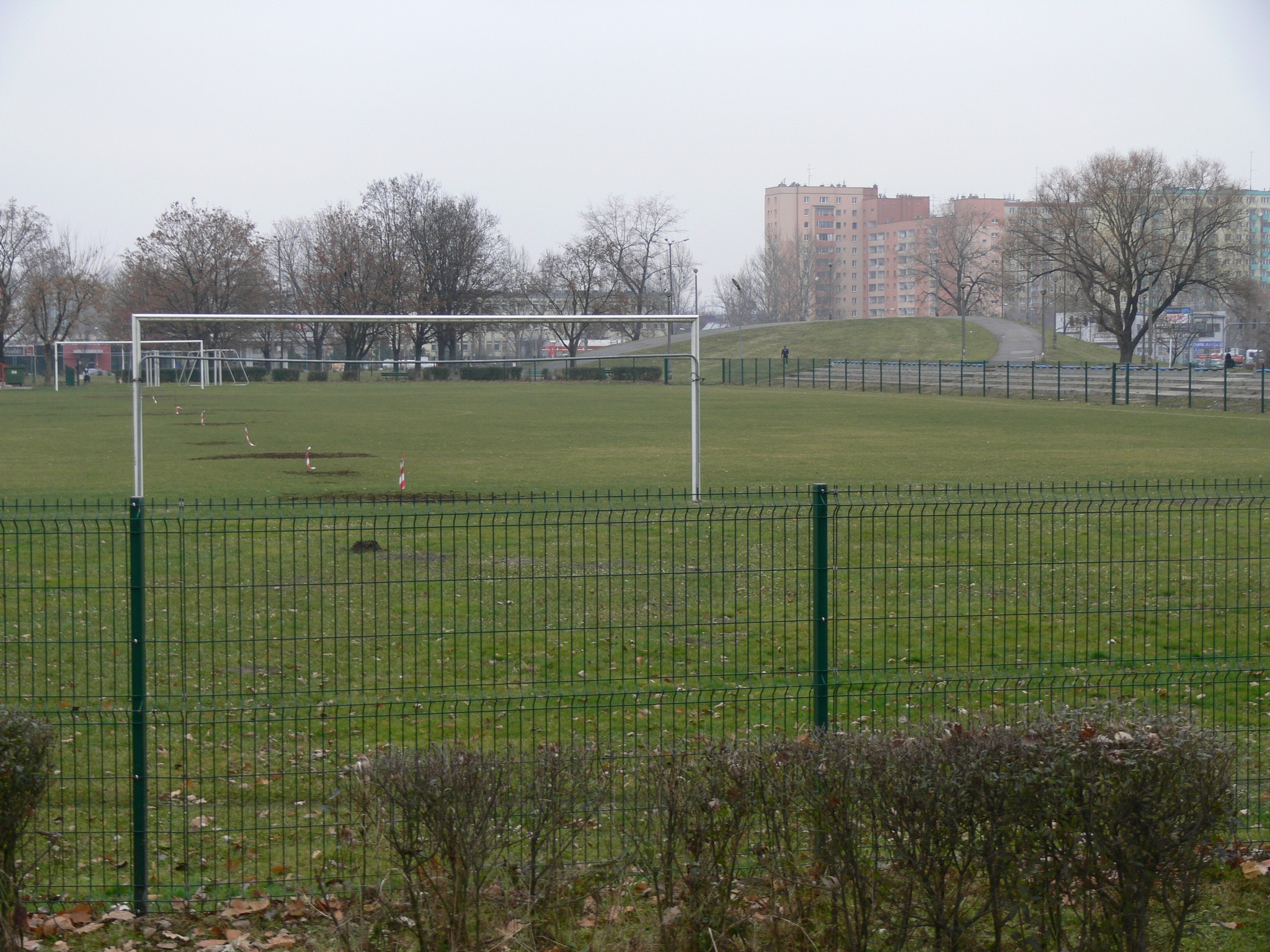
Парк Кроводерський - футбольне поле

## Зелені зони та рекреація
В безпосередній близькості від садиби два парки:
- Парк Кроводерський - на його території є поле PKS Jadwiga (раніше належало KS Krowodrza), рекреаційна гірка для катання на санках, низка менших майданчиків і зон відпочинку, а також Йорданський сад і малі архітектурні споруди. Парк ділиться на дві частини, східну та західну, з вул. Владислава Локєтка.
- парк ім.Станіслава Виспянського - т. зв. «Старий парк», створений на засипаному австрійському форті – звідси характерний вигляд парку, що нагадує кратер. У центрі парку є зелена зона з алеями, лавочками та майданчиком для дітей. На околицях парку розташовані сімейні сади .

Стежка орлиних гнізд  починається в житловому масиві Кроводжа Гурка, біля автобусної та трамвайної зупинки, а велосипедний маршрут № 2 Млинувка Крулевська (пол. Młynówka Królewska Park) до Ойцува  проходить через парк Кроводерський.

## Послуги
Мешканці масиву можуть скористатися філією № 20 Краківської бібліотеки, що знаходиться в торговому павільйоні на вул. Опольській, 37. Має абонементи для дорослих, абонемент для дітей і підлітків, читальний зал.
У масиві працюють супермаркети великих мереж і франчайзингових мереж. Також є заправки, ресторани, відділення банків і готель.

## Виноски
1. ↑  Jednostki katastralne jako podstawa badań struktury użytkowania ziem w mieście Krakowie (PDF). 2010. Архів оригіналу (PDF) за 23 травня 2019. Процитовано 31 березня 2023.
2. ↑  Dawne plany miasta. wawel.net. Архів оригіналу за 31 грудня 2015. Процитовано 31 березня 2023. – strona zarchiwizowana 31.12.2015 przez Internet Archive
3. 1 2 3 4 5  Krowodrza Górka.
4. 1 2 3 4  Krowodrza Górka: “południowy koniec osi wychodził dokładnie na kościół Mariacki!”.
5. ↑  Pętle tramwajowe K - Krowodrza Górka.
6. ↑  Wkrótce ruszy budowa linii tramwajowej do Górki Narodowej - Magiczny Kraków
7. ↑  Wyborcza.pl
8. ↑  Kalendarium: rok 2003 – 28 maja. psp.krakow.pl.
9. ↑  Urzędy Skarbowe Małopolski (пол.). Архів оригіналу за 1 листопада 2013. Процитовано 31 березня 2023.
10. ↑  Wyszukiwarka placówek Poczty Polskiej. poczta-polska.pl (пол.).
11. ↑  Historia. edukacja.krakow.pl.
12. ↑  Szlak Orlich Gniazd (пол.). Архів оригіналу за 10 січня 2018. Процитовано 31 березня 2023.
13. ↑  Trasy rowerowe Kraków. krakow.naszemiasto.pl (пол.). 2 червня 2011.